# (73089) 2002 GT18
(73089) 2002 GT18 – planetoida z pasa głównego asteroid okrążająca Słońce w ciągu 3,38 lat w średniej odległości 2,25 j.a. Odkryta 14 kwietnia 2002 roku.